# Ramez Naam
Ramez Naam (راميز نام; Il Cairo, ...) è uno scrittore e informatico statunitense d'origine egiziana.
È meglio conosciuto come autore della trilogia di fantascienza Nexus. Altri suoi libri includono The Infinite Resource: The Power of Ideas on a Finite Planet  e More than Human: Embracing the Promises of Biological Enhancement. Attualmente è co-presidente per l'energia e l'ambiente alla Singularity University. Precedentemente, Naam ha lavorato come informatico presso Microsoft per 13 anni e guidava team che lavoravano su Outlook, Internet Explorer e Bing.

## Biografia
Nato in Egitto, a Il Cairo, venne negli Stati Uniti quando aveva tre anni. Ha lavorato come bagnino, ha scalato montagne, è sopravvissuto alle tempeste di polvere nel deserto, ha raggiunto zaino in spalla attraverso i remoti angoli della Cina e ha guidato la sua bicicletta lungo la costa del Vietnam. Dopo la laurea all'Università dell'Illinois - Urbana-Champaign, ha lavorato per tredici anni alla Microsoft, come Director of Program Management & Partner Group Program Manager, guidando gruppi di lavoro di Internet Explorer, Outlook e Bing.
Ramez detiene più di 20 brevetti e molti di questi sono co-inventori di Bill Gates. Naam è spesso chiamato a parlare di tecnologia, energia e innovazioni dirompenti. È autore di saggi che trattano bioetica, innovazioni tecnologiche e impronta ecologica oltre a romanzi di fantascienza tra i quali Nexus: oltre il limite della mente (Premio Prometheus 2014) e Apex (Premio Philip K. Dick 2015).
È sostenitore del movimento culturale transumanista.
Vive e lavora a Seattle.

## Opere

### Trilogia Nexus
- Nexus: oltre il limite della mente (Nexus, 2012), Terni, Multiplayer Edizioni, 2016 traduzione di Veronica La Peccerella ISBN 978-88-6355-335-2.
- Crux (2013)
- Apex (2015)

### Saggi
- More than Human: Embracing the Promise of Biological Enhancement (2005)
- The Infinite Resource: The Power of Ideas on a Finite Planet (2013)